# Marienkapelle (Geiselwind)

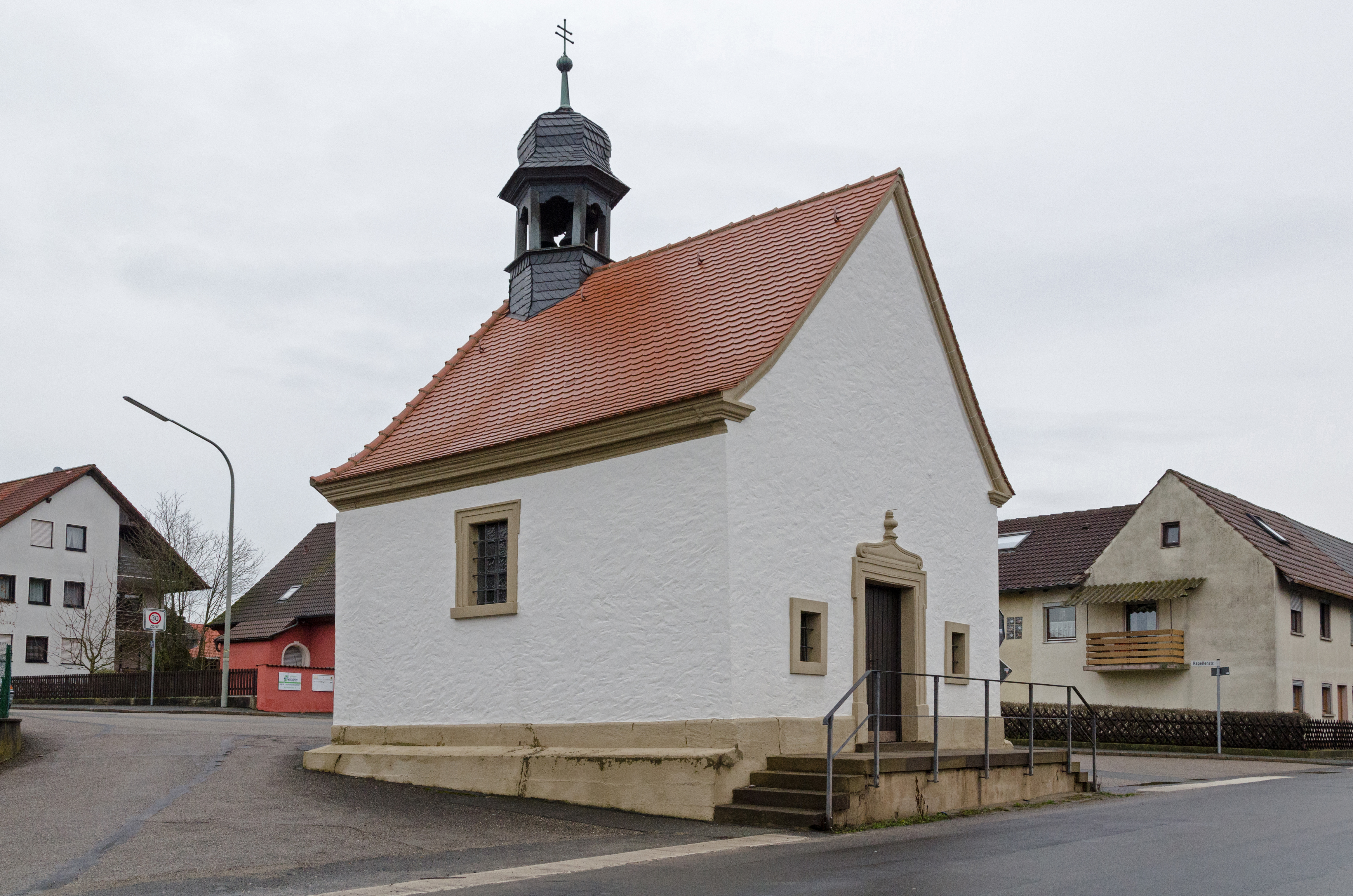
Die Marienkapelle an der Wiesentheider Straße

Die Marienkapelle im unterfränkischen Markt Geiselwind ist ein kleines katholisches Gotteshaus. Es steht an der Wiesentheider Straße im Westen des mittelalterlichen Altortes. Die Kapelle entstand im gleichen Jahr wie ihr Pendant, die Dreifaltigkeitskapelle, im Osten des Ortes.

## Geschichte
Die Marienkapelle wurde im Jahr 1723 vom Bürger Valentin Stöckinger gestiftet. Sie entstand außerhalb der Dorfummauerung vor dem westlichen Tor. Im Jahr 1906 wurde die Baulast der Kapelle an die Gemeinde übergeben. Diese renovierte die Kapelle mehrfach. So wurde im Jahr 1953 das Dach neu eingedeckt, während man 1954 das Innere der Kapelle renovierte. Im Jahr 1981 wurde das Gotteshaus neu geweißt.
Die Gemeinde bezieht die Kapelle in ihre jährlichen Prozessionen mit ein. Sie ist vom Bayerischen Landesamt für Denkmalpflege in der Bayerischen Denkmalliste unter der Aktennummer D-6-75-127-20 als Baudenkmal eingeordnet.

## Beschreibung
Die Kapelle ist nicht geostet, sondern wurde nach Norden ausgerichtet. Sie präsentiert sich als kleiner Saalbau mit polygonalem Chorabschluss. Das Gotteshaus schließt mit einem Walmdach ab, auf der Nordseite wurde ein kleiner Dachreiter aufgesetzt. Ein Fenster mit geohrten Rahmungen auf jeder Seite des Langhauses sorgt für die Durchlichtung. Auch das Südportal wurde mit Ohrrahmung gearbeitet, es weist außerdem weitere Verzierungen auf.
Den Marienaltar ließ die Gemeinde im Jahr 1983 neu vergolden. Die wenigen Kirchenbänke stammen aus dem Jahr 1995. Im Dachreiter wurden zwei Glocken aufgehängt. Sie wurden im Jahr 1946 von einer Bamberger Glockengießerei geschaffen und 1951 geweiht. Sie ersetzten zwei Vorgängerglocken, die im Ersten und Zweiten Weltkrieg eingeschmolzen werden mussten.